# Балахонихинская пещера
|Длина=70
|Объём=
|Тип=карстовая
|Координаты=55/26/19.3/N/43/20/27.1/E
|Страна=Россия
|Регион=Нижегородская область
|Район=Ардатовский район (Нижегородская область)
}}
Балахо́нихинская пеще́ра — карстовая пещера в Ардатовском районе Нижегородской области России.

## Географическое положение
Балахонихинская пещера расположена в 27 километрах к северо-востоку от районного центра рабочего посёлка Ардатов, в 9 километрах к юго-востоку от рабочего посёлка Мухтолово, в 4,5 километрах к югу от посёлка Балахониха, в 3 километрах к юго-востоку от деревни Волчиха и в 2 километрах к югу от деревни Балахониха.

## История
Балахонихинская пещера была признана памятником природы регионального значения решением Нижегородского областного Совета народных депутатов от 15 марта 1994 года № 47-м. Паспорт на памятник природы был утверждён тем же решением.

## Описание
Вход в пещеру находится у подножия стенки заброшенного гипсового карьера. За входом находится зал, длина которого составляет 12,5, ширина — 8,8, а высота — 2,8 метров. Следом за залом идёт узкий коридор. Доступная протяжённость пещеры составляет около 70 метров. Над этим ярусом пещеры имеется ещё один высотой от 0,8 до 1 метра, соединённый с ним большим количеством карстовых каналов и труб. В стенах пещеры имеется большое количество ниш; крепкие, надёжные стены чередуются с осыпающимися. В пещере также имеется небольшое подземное озеро. Температура воздуха постоянная в течение всего года и составляет около 2—3 ºC.

## Природа
В Балахонихинской пещере обитают летучие мыши, занесённые в Красную книгу Нижегородской области, встречаются ушаны и ночницы. В карьере у входа в пещеру произрастают башмачок настоящий и ятрышник шлемоносный, занесённые в региональную Красную книгу.